# Ояперь, Ольга Видриковна
Ольга Видриковна Ояперь (4 марта 1917 — 8 октября 2000) — передовик советского сельского хозяйства, телятница колхоза «Красная звезда» Кыштовского района Новосибирской области, Герой Социалистического Труда (1971).

## Биография
Родилась в 1917 году в селе Николаевка (на территории современного Кыштовского района Новосибирской области) в эстонской крестьянской семье переселенцев (в 1897 году царь Николай II выделил в этих краях земли для эстонских крестьян).   
Самостоятельно выучилась грамоте. Ухаживала за скотиной с раннего детства. В 1932 году с образованием колхоза вступила в хозяйство и стала работать на ферме телятницей и дояркой.
С 1934 года работала телятницей на ферме колхоза "Красная Звезда". В годы Великой Отечественной войны овдовела, муж погиб на фронте. Во время отёла постоянно присутствовала на рабочем месте, не допускала падёж телят, а суточные результаты по привесу составляли по 800-900 граммов на каждую голову. К 1971 году она вырастила 5600 телят с большой сохранностью поголовья. 
Указом Президиума Верховного Совета СССР от 8 апреля 1971 года за получение высоких результатов в сельском хозяйстве и рекордные показатели в животноводстве Ольге Видриковне Ояперь было присвоено звание Героя Социалистического Труда с вручением ордена Ленина и медали «Серп и Молот». 
Продолжала и дальше трудиться в сельском хозяйстве. 
Избиралась депутатом Кыштовского районного и Березовского сельского Советов. Вела активную общественную жизнь.    
Проживала в селе Николаевка. Умерла 8 октября 2000 года. Похоронена на сельском кладбище. 

## Награды
За трудовые успехи была удостоена:
- золотая звезда «Серп и Молот» (08.04.1971)
- два ордена Ленина (в т.ч. 08.04.1971)
- другие медали.